# Skanserne i Guldborg Storskov
Svenskeskanserne i Guldborg Storskov
I Guldborg Storskov finder man skanserne ved at dreje af til højre, når man har passeret Guldborgbroen. Bedst den næste vej efter Skansevej drejes af til højre, helt ud til skoven. Følg stien ud i skoven og man møder en dobbelt jordvold med grav i mellem.
Volden strækker sig ud i skoven og har front mod land og med ryggen mod sundet.
Det er evakueringsskanser, og formålet er at sikre de svenske troppers tilbagetrækning fra Lolland.
Efter den mislykkede storm på København natten imellem 10 og 11 februar 1659 var den den svenske besættelse af Danmark truet. En polsk, brandenburgsk, dansk hær var på vej op gennem Jylland, og den dansk- hollandske flåde beherskede sundene.
Ved en dansk-hollandsk landgang på Lolland måtte de underlegne svenske tropper trækkes over til Falster og op til Sjælland . Denne retræte skulle skanserne dække. Det blev ikke aktuelt, men skanserne viser svensk forudseenhed .
|  | Denne artikel om en bygning eller et bygningsværk kan blive bedre, hvis der indsættes et (bedre) billede. Du kan hjælpe ved at afsøge Wikimedia Commons for et passende billede eller lægge et op på Wikimedia Commons med en af de tilladte licenser og indsætte det i artiklen. |

|  | Denne artikel kan blive bedre, hvis der indsættes geografiske koordinater Denne artikel omhandler et emne, som har en geografisk lokation. Du kan hjælpe ved at indsætte koordinater i wikidata. |